# Объектно-ориентированный язык программирования
Объектно-ориентированный язык программирования (ОО-язык) — язык, построенный на принципах объектно-ориентированного программирования.
В основе концепции объектно-ориентированного программирования лежит понятие объекта — некой сущности, которая объединяет в себе поля (данные) и методы (выполняемые объектом действия).
Например, объект человек может иметь поля имя, фамилия и методы есть и спать. Соответственно, в программе можем использовать операторы Человек.Имя:="Иван" и Человек.Есть(пища).

## Особенности
В современных ОО языках используются механизмы:
- Наследование. Создание нового класса объектов путём добавления новых элементов (методов). Некоторые ОО языки позволяют выполнять множественное наследование, то есть объединять в одном классе возможности нескольких других классов[2].
- Инкапсуляция. Сокрытие деталей реализации, которое позволяет вносить изменения в части программы безболезненно для других её частей, что существенно упрощает сопровождение и модификацию ПО[2].
- Полиморфизм. При полиморфизме некоторые части (методы) родительского класса заменяются новыми, реализующими специфические для данного потомка действия. Таким образом, интерфейс классов остаётся прежним, а реализация методов с одинаковым названием и набором параметров различается. В ООП обычно применяется полиморфизм подтипов (называемый при этом просто «полиморфизмом»), нередко в форме позднего связывания[англ.][2].

## Список языков
Неполный список объектно-ориентированных языков программирования:
- ActionScript (3.0)
- Ada
- C#
- C++ [1]
- Cyclone
- D
- Delphi [4][5]
- Dylan [6]
- Eiffel
- F#
- Groovy
- Io
- Java [2][7]
- JavaScript [8][9][10]
- JScript .NET
- Kotlin
- Object Pascal
- Objective-C [11]
- Perl
- PHP [12]
- PowerBuilder
- Python [13]
- Ruby [14]
- Scala
- Simula
- Smalltalk [15][16]
- Lua
- Swift [17]
- Vala [18]
- VB.NET
- Visual DataFlex
- Xbase++
- X++
- Crystal
- Nim
- КуМир

Кроме ОО-языков общего назначения существуют и узкоспециализированные ОО-языки.